# 모나코의 언어
모나코의 공용어는 프랑스어이지만 몇 개의 언어(모나코어 등)가 사용되고 있다.

## 프랑스어
프랑스어는 모나코의 유일한 공용어이다(모나코가 작은 소국가이고 프랑스의 영향을 강하게 받기 때문에). 프랑스어는 인구의 47%가 사용한다.

## 모나코어

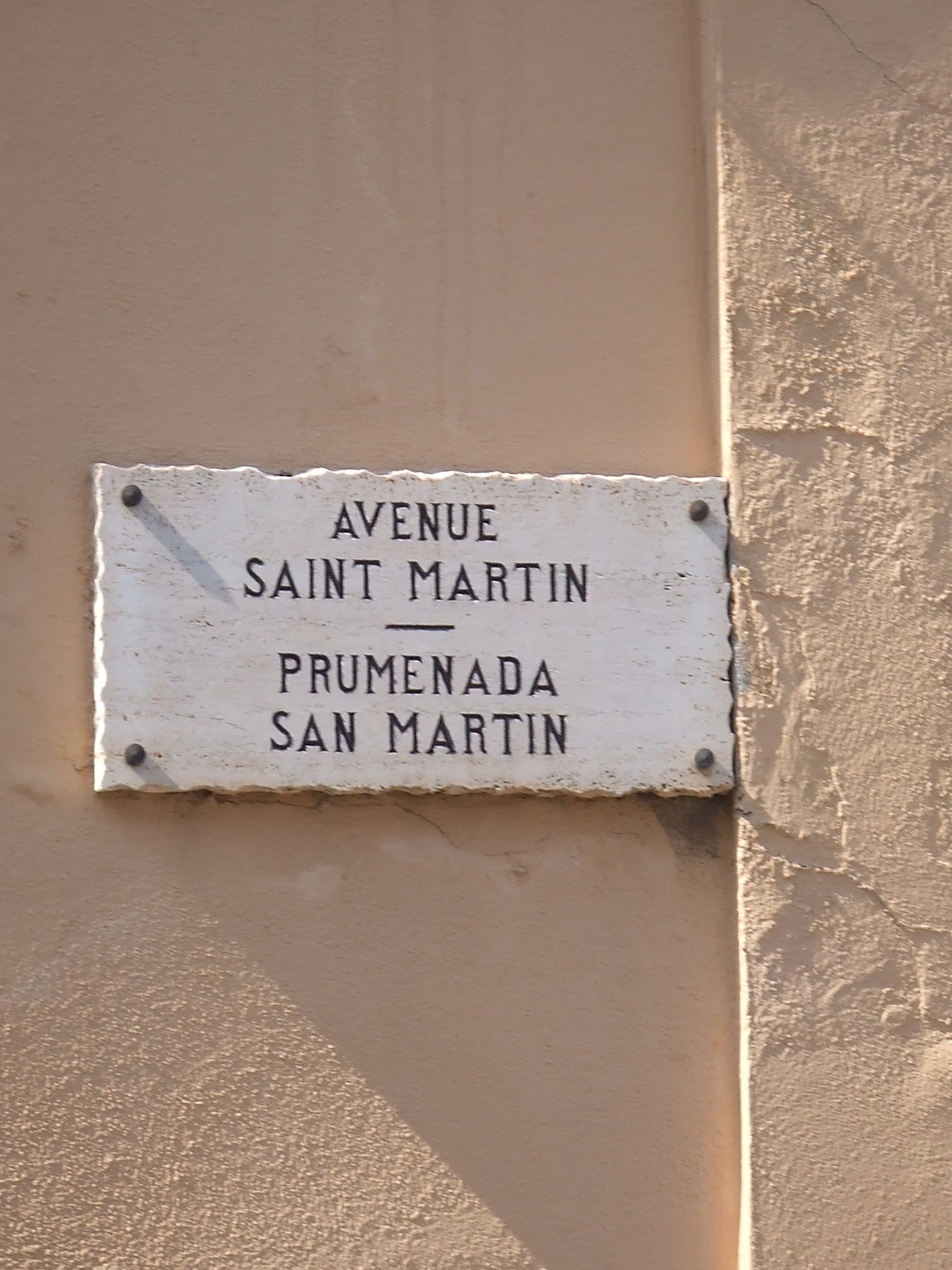
두 나라 말로 쓴 (프랑스어와 모나코어) 길 표시

모나코어는 모나코인들의 국민어이지만 인구의 16%만 사용하고 있다. 이것은 리구리아어의 방언으로 이탈리아어와 유사한 점도 있다. 알베르토 2세의 즉위식 때, 그는 모나코어로 연설을 시작했다.

## 오크어
오크어는 모나코에서 예전에 사용되었으나, 지금은 드물게 사용된다.

## 이탈리아어
표준 이탈리아어는 모나코의 주요 언어이다. 이탈리아어 사용자는 모나코 인구의 16%를 차지한다.

## 영어
모나코에는 영어사용 공동체가 존재하며 모나코를 찾아오는 관광객이 사용한다.

## 같이 보기
- 모나코의 역사